# Liesta
Liesta är en bebyggelse strax nordost om Rimbo i Rimbo socken i Norrtälje kommun. Mellan 2015 och 2020 avgränsade SCB här en småort.